# ایساک یاگلوم
ایساک مویسیویچ یاگلوم (روسی: Исаа́к Моисе́евич Ягло́м؛ ۶ مارس ۱۹۲۱ – ۱۷ آوریل ۱۹۸۸) ریاضی‌دان اهل اتحاد جماهیر شوروی سوسیالیستی و مؤلف کتاب‌های مردم‌پسند ریاضیاتی بود که برخی از آن‌ها را همراه با برادر دوقلوی خود، آکیوا یاگلوم می‌نوشت.